# Berezivka, Kuibîșeve
Berezivka (în ucraineană Березівка) este un sat în comuna Novoukraiinka din raionul Kuibîșeve, regiunea Zaporijjea, Ucraina.

## Demografie
Componența lingvistică a localității Berezivka
     Ucraineană (95,35%)
     Rusă (4,65%)
Conform recensământului din 2001, majoritatea populației localității Berezivka era vorbitoare de ucraineană (95,35%), existând în minoritate și vorbitori de rusă (4,65%).